# Alejandra Quereda Flores
Alejandra Quereda Flores (Alacant, 24 de juliol de 1992) és una gimnasta rítmica valenciana, subcampiona olímpica en els Jocs Olímpics de Rio 2016, bicampiona del món de 10 maces (Kíev 2013 i Esmirna 2014) i 4a en els Jocs Olímpics de Londres 2012 amb el conjunt espanyol, del qual és capitana des de 2010. A Stuttgart 2015 van aconseguir el bronze mundial en el concurs general, sent la primera medalla espanyola en la general d'un Campionat del Món des de 1998. La plata a Rio 2016 va ser la primera medalla olímpica per a la gimnàstica rítmica espanyola des d'Atlanta 1996.
És, juntament amb Sandra Aguilar, la gimnasta rítmica espanyola amb més medalles internacionals oficials, sumant-ne un total de 42. Entre les distincions obtingudes com a membre del conjunt hi ha el Premio As de l'esport (2014), la Copa Baró de Güell en els Premis Nacionals de l'Esport (2015), la Medalla de Bronze de la Reial Orde del Mèrit Esportiu (2015) i la Medalla de Plata de la Reial Orde del Mèrit Esportiu (2016). El conjunt al qual pertany és conegut com l'Equipasso.

## Biografia esportiva

### Inicis
Després de practicar ballet, Alejandra Quereda va començar en la gimnàstica rítmica als 6 anys, seguint així els passos de la seva mare, que havia estat campiona d'Espanya en aquesta disciplina. En el Club de Gimnàstica Rítmica del Col·legi CEU Jesús María d'Alacant va ser entrenada per Macu Payá, aconseguint diversos títols a nivell individual i en conjunt. El 2004, amb 12 anys, va ser cridada per formar part del conjunt júnior de la selecció nacional, però va decidir no acceptar aquesta primera invitació i seguir amb els seus entrenaments en el club. En 2008 es va proclamar campiona provincial, subcampiona autonòmica i va obtenir la medalla de bronze en la modalitat de cinta en la Copa d'Espanya Reina Sofia.

### Etapa en la selecció nacional

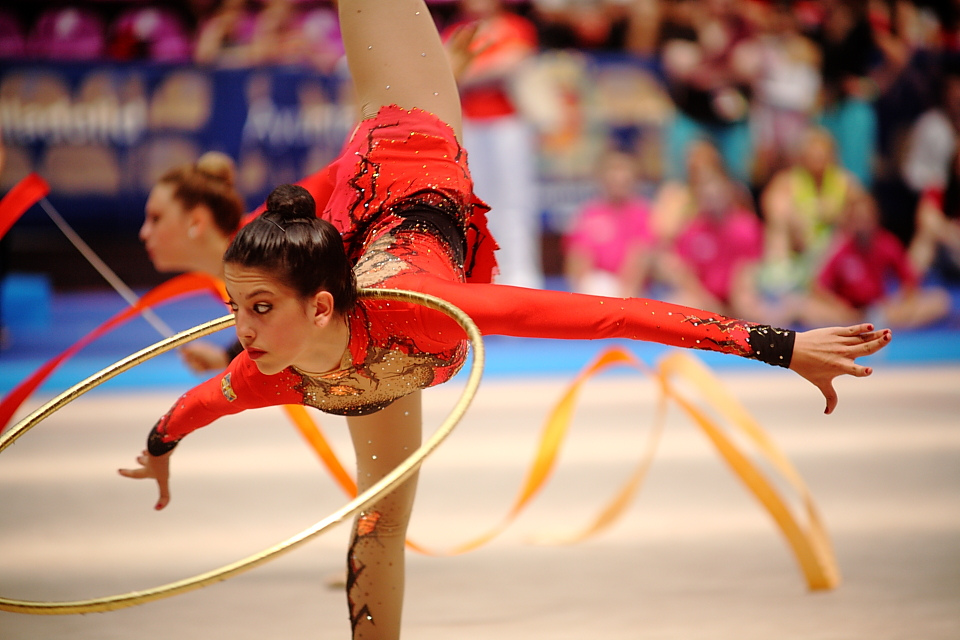
Alejandra realitzant una exhibició amb el conjunt a Valladolid (2011).

#### 2008 - 2012: cicle olímpic de Londres 2012
Al setembre de 2008 es va incorporar finalment a la disciplina de la selecció nacional de gimnàstica rítmica d'Espanya, ingressant en el Centre d'Alt Rendiment de Madrid com a integrant del conjunt sènior, encara que no va competir fins a l'any següent. A l'octubre d'aquest any Efrossina Angelova es va convertir en nova seleccionadora.
En 2009 el conjunt es va renovar gairebé per complet, romanent, de les gimnastes que havien estat a Pequín 2008, únicament Ana María Pelaz. Algunes gimnastes com Bet Salom van decidir abandonar la selecció a causa de la decisió d'Angelova d'augmentar el nombre d'hores d'entrenament, la qual cosa els feia incompatibles amb els estudis. Alejandra va ser aquest any gimnasta titular en els dos exercicis de la temporada. A l'abril, amb el conjunt ja entrenat per la seleccionadora Efrossina Angelova al costat de Sara Bayón (que després de deixar l'equip al maig seria substituïda per Noelia Fernández), va aconseguir dues medalles de plata (en el concurs general i en 3 cintes i 2 cordes) en la prova de la Copa del Món celebrada a Portimão (Portugal), a més del 6è lloc en 5 cèrcols. Al setembre, en el Campionat Mundial de Mie, el conjunt va obtenir el 6è lloc tant en el concurs general com en la final de 5 cèrcols, i el 7º en 3 cintes i 2 cordes. El conjunt titular el van formar aquest any Alejandra, Loreto Achaerandio, Sandra Aguilar, Ana María Pelaz (capitana) i Brega Rodó, a més de Nuria Artigues i Sara Garvín com a suplents al principi i al final de la temporada respectivament.
En 2010 Quereda es va convertir en capitana del conjunt i tornaria a ser gimnasta titular en els dos exercicis de la temporada, encara que en el Mundial de Moscou no competiria en el de 5 cèrcols a causa d'una lesió d'espatlla d'última hora. A l'abril va tenir lloc el Campionat Europeu de Bremen, on el combinat espanyol va aconseguir la 5a plaça en el concurs general, la 6a en 3 cintes i 2 cordes, i la 8ª en 5 cèrcols. Al setembre van disputar el Campionat Mundial de Moscou, en què obtingué la 15a plaça en el concurs general i la 8ª en la final de 3 cintes i 2 cordes. El conjunt per a aquesta competició el van integrar Alejandra Quereda, Loreto Achaerandio, Sandra Aguilar, Miriam Belando (que no havia estat a Bremen), Elena López i Lidia Redondo, a més de Yanira Rodríguez com a suplent.
El gener de 2011 Anna Baranova va tornar com a seleccionadora nacional, amb Sara Bayón com a entrenadora del conjunt al costat de la pròpia Anna. En aquests moments l'equip portava tres mesos de retard respecte als altres, l'interval de temps entre la destitució de Efrossina Angelova (que va interposar una demanda a la Federació per acomiadament improcedent) i la contractació d'Anna Baranova, arribant algunes gimnastes a tornar als seus clubs d'origen durant aquest període, encara que unes quantes van seguir treballant a nivell corporal i tècnica d'aparell amb Noelia Fernández a l'espera d'una nova seleccionadora. Amb la tornada d'Anna i Sara, es van fer nous muntatges dels dos exercicis amb l'objectiu de classificar-se en el Mundial d'aquest any pels Jocs Olímpics de Londres 2012. El nou muntatge de 5 pilotes tenia com a música «Xarxa Violin» d'Ikuko Kawai (un tema basat en el adagi del Concert d'Aranjuez), mentre que el de 3 cintes i 2 cèrcols usava Malaguenya de Ernesto Lecuona en les versions de Stanley Black And His Orchestra i de Plácido Domingo. Aquest any Alejandra Quereda tornaria a ser gimnasta titular en els dos exercicis. Durant aquesta temporada, el conjunt es va aconseguir classificar per a diverses finals en proves de la Copa del Món, a més de fer-se amb les 3 medalles d'or en joc tant en l'US Classics Competition a Orlando com en l'II Meeting en Vitória (Brasil). En el Campionat Mundial de Montpeller (França) no van poder classificar-se directament per als Jocs Olímpics, ja que van obtenir la 12a posició i una plaça per al Preolímpic després de fallar en l'exercici de cintes i cèrcols en fer-se un nus en una cinta després del xoc en l'aire de dos d'elles. A més van aconseguir la 6a plaça en la final de 5 pilotes. Després del Campionat del Món de Montpeller van seguir els seus entrenaments amb l'objectiu de poder classificar-se finalment per als Jocs. En l'I Torneig Internacional Ciutat de Saragossa van aconseguir la medalla de plata després de les russes. El conjunt titular aquest any va estar format per Alejandra Quereda, Sandra Aguilar, Loreto Achaerandio, Elena López, Lourdes Mohedano i Lidia Redondo.
Para 2012, Quereda seguiria sent gimnasta titular en els dos exercicis. Al gener el conjunt espanyol de gimnàstica rítmica va aconseguir l'or en el torneig Preolímpic de Londres 2012, assegurant-se la participació en els Jocs Olímpics de Londres 2012. Al maig, el conjunt espanyol va obtenir la medalla de bronze en la classificació general de la prova de la Copa del Món celebrada a Sofia (Bulgària) i la medalla d'or en la final de l'exercici mixt de cintes i cèrcols. El juliol de 2012 el conjunt va aconseguir la medalla de bronze en la classificació general de la prova de la Copa del Món celebrada a Minsk.
Posteriorment, Alejandra Quereda va acudir amb l'equip als Jocs Olímpics de Londres 2012, la seva primera experiència olímpica. En la fase de classificació, el conjunt espanyol, capitanejat per Quereda i compost a més per les gimnastes Loreto Achaerandio, Sandra Aguilar, Elena López, Lourdes Mohedano i Brega Rodó, va sumar 54,550 punts (27,150 en 5 pilotes i 27,400 en 3 cintes i 2 cèrcols), la qual cosa les va col·locar cinquenes en la classificació general i les va ficar en la final. En la final olímpica celebrada en el Wembley Arena, el conjunt espanyol va realitzar un primer exercici de 5 pilotes en el qual van obtenir una puntuació de 27,400 punts, col·locant-se en 5a posició i millorant en 250 centenes pel que fa a la seva puntuació obtinguda el dia de la classificació. En l'exercici de 3 cintes i 2 cèrcols van obtenir una puntuació de 27,550 punts. Espanya va reclamar la nota de dificultat de l'exercici, que va anar de 9,200, encara que la reclamació va ser rebutjada per la Federació Internacional de Gimnàstica (FIG). Després de finalitzar els dos exercicis, Espanya acumulava un total de 54,950 punts, la qual cosa li va servir per acabar la competició en 4a posició i obtenir el diploma olímpic.

#### 2013 - present: cicle olímpic de Rio 2016

##### 2013: primer títol mundial a Kíev
En 2013, el conjunt va estrenar els dos nous exercicis per a la temporada: el de 10 maces i el de 3 pilotes i 2 cintes. El primer emprava com a música «A cegues» de Miguel Poveda, i el segon els temes «Still», «Big Palooka» i «Jive and Jump» de The Jive Aces. Per aquest any, Alejandra seguiria sent titular en tots dos muntatges. Les noves components de l'equip aquest any van ser Artemi Gavezou i Marina Fernández (que es retiraria a l'agost de 2013). A la fi de març van disputar la primera competició de l'any, el Grand Prix de Thiais, on el conjunt va ser bronze en la general, plata en la final de 10 maces i 4º en la de 3 pilotes i 2 cintes. A l'abril d'aquest any, en la prova de la Copa del Món disputada en Lisboa, el conjunt va ser medalla d'or en la general i medalla de bronze en 3 pilotes i 2 cintes. Posteriorment van ser medalla de plata en 10 maces en la prova de la Copa del Món de Sofia i bronze en el concurs general en la prova de la Copa del Món de Sant Petersburg.
L'1 de setembre en el Campionat Mundial de Kíev, després d'acabar el dia anterior 4t en el concurs general, el conjunt espanyol va obtenir la medalla d'or en la final de 10 maces i la de bronze en la de 3 pilotes i 2 cintes. La nota de l'exercici de maces va ser de 17,350, la qual cosa va atorgar a les espanyoles el títol mundial per davant d'Itàlia i Ucraïna, segona i tercera respectivament, mentre que en la final del mixt, la nota de 17,166 no va ser suficient per desbancar a Belarús, que va ser plata, i a Rússia, que es va penjar l'or. El conjunt estava format per Alejandra Quereda, Sandra Aguilar, Artemi Gavezou, Elena López i Lourdes Mohedano. Aquestes van ser les primeres medalles obtingudes per Espanya en un Campionat Mundial de Gimnàstica Rítmica des de 1998.
Després de proclamar-se campiones del món, les gimnastes del conjunt espanyol van realitzar una gira on van participar en diverses exhibicions, com les realitzades en l'Arnold Classic Europe en Madrid, la Gala Solidària a favor del Projecte Hombre a Burgos, la Gala d'Estels de la Gimnàstica en Mèxic, D. F., l'Euskalgym en Bilbao, en Lió, en Conil de la Frontera, en Granada durant el Campionat d'Espanya de Conjunts, i en Vitòria per a la Gala de Nadal de la Federació Alabesa de Gimnàstica. A més, van crear un calendari amb l'objectiu de recaptar diners per a pagar les competicions següents.

##### 2014: bronze europeu a Bakú i segon títol mundial a Esmirna
Diverses lesions i problemes físics d'algunes components de l'equip, com les molèsties de Elena López en el genoll o un edema ossi en el turmell esquerre de Lourdes Mohedano, van fer retardar l'estrena de la temporada 2014. El 29 de març de 2014, el conjunt va participar en una exhibició en Vera (Almeria), on va estrenar el nou exercici de 3 pilotes i 2 cintes (amb els temis «Intro» i «Mastegués» de Violet com a música), a més de realitzar el muntatge de 10 maces, que presentava algunes modificacions pel que fa a l'any anterior. La setmana posterior, les mateixes cinc integrants de l'equip que havien estat campiones del món a Kíev, van viatjar a Lisboa per competir en la prova de la Copa del Món disputada allí, el seu primer campionat oficial de la temporada. A Lisboa van aconseguir la medalla d'or en el concurs general, mentre que en les dues finals per aparells van obtenir sengles medalles de plata, tant en l'exercici de 10 maces com en el mixt de 3 pilotes i 2 cintes. En l'última competició abans de l'Europeu, la Copa del Món de Minsk, el conjunt es va fer amb la medalla de plata en el concurs general i la de bronze en la final de 3 pilotes i 2 cintes, a més d'aconseguir un 4è lloc en la final de 10 maces.
Plantilla:Multimèdia externa
Al juny van disputar el Campionat d'Europa de Bakú, en el qual després d'aconseguir amb una nota de 34,091 el 5ª lloc en el concurs general dos dies abans, van aconseguir penjar-se la medalla de bronze en la final de 10 maces. La nota de 17,550 les va col·locar en aquesta final darrere de Rússia, que va ser plata, i Bulgària, que va aconseguir l'or. A més, van tornar a obtenir la 5a plaça en la final de 3 pilotes i 2 cintes amb una nota de 17,400. Aquesta medalla va ser la primera assolida per Espanya en un Campionat Europeu de Gimnàstica Rítmica des de 1999. L'endemà passat de l'Europeu, el 17 de juny, es va dur a terme una recepció a l'equip nacional en el CSD per celebrar aquesta pressa. En el mateix, el president de la Real Federació Espanyola de Gimnàstica, Jesús Carballo, va qualificar al conjunt espanyol com «un dels millors equips que hem tingut» i va destacar el valor de la medalla en ser aconseguida davant «països amb moltíssima més història i molts més recursos per poder copar els podis». Alejandra va assenyalar en el mateix acte que «és una mostra del gran moment de forma en el qual ens trobem».
L'agost es va disputar la prova de la Copa del Món en Sofia, en la qual el conjunt espanyol va obtenir el 4t lloc en el concurs general, a sol 5 centenes del bronze, quedant així per darrere d'Itàlia, Bulgària i Rússia, que es va fer amb l'or. L'endemà, van aconseguir la medalla de bronze en la final de 10 maces i el 5è lloc (empatades amb Ucraïna i Belarús) en la de 3 pilotes i 2 cintes. Per a aquesta competició, la gimnasta Artemi Gavezou, que es trobava recuperant-se d'una lesió i no va poder viatjar, va ser reemplaçada per Adelina Fominykh en l'exercici de maces i per Marina Vell en el mixt, suposant el debut d'ambdues amb el conjunt titular. També aquest mateix mes van disputar, de nou amb Artemi com a titular, l'IV Meeting en Vitória (Brasil), on van aconseguir la plata en el concurs general i en 3 pilotes i 2 cintes, i la medalla d'or en 10 maces. Al començament de setembre van disputar la prova de la Copa del Món en Kazán, on les integrants del combinat espanyol es van fer amb el bronze en el concurs general, el 4t lloc en la final de 3 pilotes i 2 cintes, i el 8è lloc en la de 10 maces.
En el Campionat Mundial d'Esmirna, diverses caigudes i una sortida del tapís en l'exercici de 3 pilotes i 2 cintes, van fer que el conjunt espanyol acabés en el lloc 11r. en el concurs general, aconseguint classificar-se solament per a la final de maces. L'endemà, el 28 de setembre, el combinat espanyol va aconseguir rescabalar-se en obtenir la medalla d'or en la final de 10 maces per segon any consecutiu. La nota de l'exercici va ser de 17,433, la qual cosa va atorgar a les espanyoles el títol mundial per davant d'Israel i Belarús, segona i tercera respectivament. El conjunt estava integrat per les mateixes components que també van aconseguir la medalla d'or a Kíev l'any anterior: Alejandra, Sandra Aguilar, Artemi Gavezou, Elena López i Lourdes Mohedano.
Després de proclamar-se campiones del món per segona vegada, a l'octubre van viatjar al LG Whisen Rhythmic All Stars 2014, celebrat en Seül (Corea del Sud), on van realitzar l'exercici mixt i van participar en una exhibició. El 20 de desembre de 2014, el conjunt espanyol va participar en l'homenatge en Palència a la seva entrenadora, Sara Bayón, realitzant dues exhibicions. El reconeixement va tenir lloc en el Pavelló Marta Domínguez.

##### 2015: bronze mundial a Stuttgart i majors reconeixements
El març de 2015 va tenir lloc la primera competició de la temporada, el Grand Prix de Thiais, on el conjunt espanyol va estrenar els dos nous exercicis, el de 5 cintes i el de 2 cèrcols i 6 maces. El primer tenia com a música la cançó «Europa» de Mónica Taronger, i el segon un remix de District 78 del tema «Ameksa (The Shepard)» de Taalbi Brothers. En aquest inici de temporada, Claudia Heredia i Lidia Redondo, que havia tornat a la selecció, van ocupar els llocs de titular de les lesionades Elena López i Lourdes Mohedano. L'equip va acabar en el 6è lloc en la general, mentre que van aconseguir la medalla de plata en la final de 5 cintes i van ocupar el 8è lloc en la de 2 cèrcols i 6 maces. Aquest mateix mes, el combinat espanyol va viatjar a Lisboa per disputar la prova de la Copa del Món celebrada a la capital portuguesa. En la mateixa, van aconseguir la medalla de bronze en la general, el 7è lloc en la final de 5 cintes i novament el bronze en la de 2 cèrcols i 6 maces. A l'abril, el conjunt va disputar la Copa del Món de Pesaro, obtenint la medalla de bronze en el concurs general, el 7a lloc en 5 cintes i el 5a en 2 cèrcols i 6 maces. Al començament de maig, el conjunt va participar en sengles exhibicions en el Campionat d'Espanya en Edat Escolar, disputat en Àvila, i en el Torneig Internacional de Corbeil-Essonnes (França). A la fi de maig l'equip va viatjar a Taskent per participar en la Copa del Món celebrada a la capital uzbeka. Allí van aconseguir dues medalles de plata tant en el concurs general com en 2 cèrcols i 6 maces, i van acabar en la 6a posició en 5 cintes. Al juny, el conjunt va participar en els Jocs Europeus de Bakú 2015, obtenint el 4t lloc tant en el concurs general com en la final de 5 cintes. En la Copa del Món de Sofia, celebrada a l'agost, van obtenir la 7a posició en el concurs general i la 6ª en la final de 5 cintes. Aquest mateix mes, en la Copa del Món de Kazán, van aconseguir la 6a posició en la general i el 5è lloc tant en la final del mixt com en la de 5 cintes.

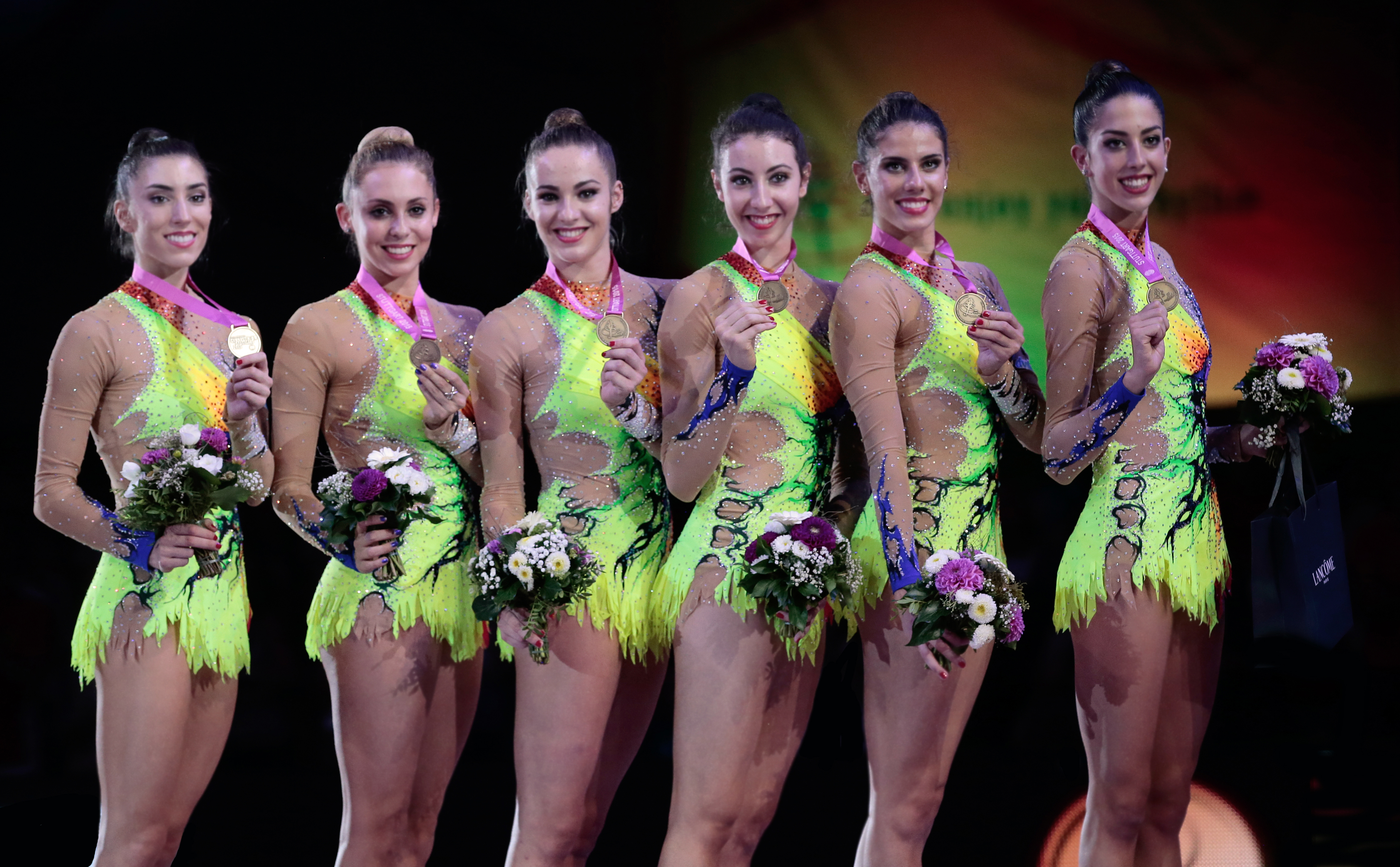
L'equip espanyol amb el bronze de la general en el Mundial de Stuttgart (2015).

Al setembre de 2015 es va disputar el Campionat Mundial de Stuttgart, classificatori pels Jocs Olímpics. El primer dia de competició, el 12 de setembre, el conjunt espanyol va aconseguir la medalla de bronze en el concurs general amb una nota acumulada de 34,900, solament superada per Rússia i Bulgària, or i plata respectivament. Era la primera medalla per a Espanya en la general d'un Mundial des de 1998. Aquest lloc va atorgar al combinat espanyol una plaça directa pels Jocs Olímpics de Rio de Janeiro 2016. L'última dia de competició, les espanyoles van obtenir la 6a plaça en la final de 5 cintes. Durant aquest exercici, Artemi Gavezou es va lesionar el peu. L'equip va decidir llavors no participar en la final de 2 cèrcols i 6 maces, ja que a més Brega Rodó, la gimnasta reserva, no podia competir al no estar inscrita en aquest moment. El conjunt va estar integrat en aquesta competició per Alejandra, Sandra Aguilar, Artemi Gavezou, Elena López i Lourdes Mohedano, a més de Lidia Redondo com a suplent. Aquest campionat va ser retransmès a Espanya per Teledeporte amb la narració de Paloma del Rio i Almudena Cid, sent el primer Mundial que emetia una televisió espanyola en aquest cicle olímpic, ja que els dos anteriors no van ser transmesos per cap canal nacional.
Després d'aquest bronze mundial, el conjunt espanyol va tenir sengles recepcions en el Consell Superior d'Esports i el Comitè Olímpic Español, a més de concedir nombroses entrevistes a diferents mitjans de comunicació, participant per exemple al programa de radi Planeta olímpic de Radio Marca o al programa de televisió El hormiguero d'Antena 3 el 24 de setembre.

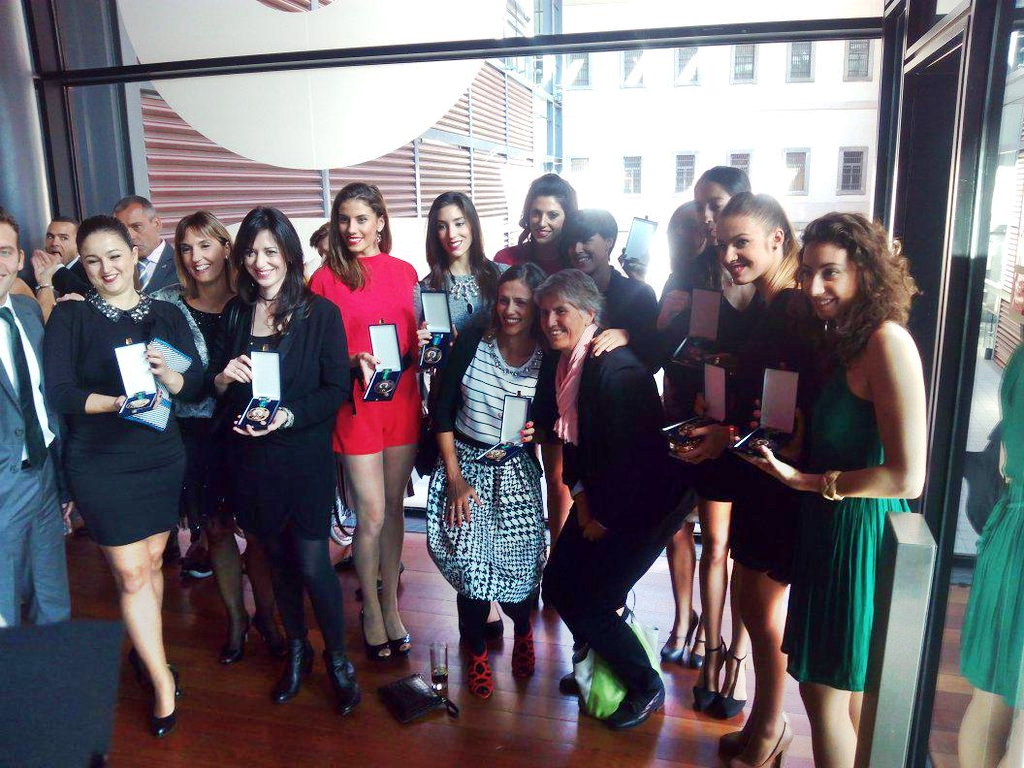
Alejandra Quereda al costat de la resta del conjunt, les Nenes d'Or i Paloma del Rio en el lliurament de la Real Ordre del Mèrit Esportiu (2015).

El 14 d'octubre de 2015, les cinc components del conjunt espanyol bicampió del món, entre elles Alejandra, van rebre la Medalla de Bronze de la Reial Orde del Mèrit Esportiu, atorgada pel Consell Superior d'Esports, una de les distincions més importants que pot obtenir un esportista espanyol. El guardó els havia estat concedit el 28 de juliol del mateix any. L'acte de lliurament va ser presidit per Íñigo Méndez de Vigo, Ministre d'Educació, Cultura i Esport, i per Miguel Cardenal, president del CSD, i va tenir lloc a l'auditori del Museu Nacional Centre d'Art Reina Sofia (Madrid). A més, en el mateix esdeveniment van ser guardonades amb la Medalla d'Or el conjunt espanyol campió olímpic a Atlanta 1996, conegut com les Nenes d'Or, sent la primera vegada que ambdues generacions de gimnastes es reunien. Un mes després, el 17 de novembre, el conjunt espanyol va acudir als Premis Nacionals de l'Esport, on els va ser lliurada la Copa Baró de Güell com a millor equip nacional de 2014, premi del Consell Superior d'Esports que se'ls havia atorgat el 13 de juliol i que va ser compartit amb la selecció femenina de futbol. La Copa va ser recollida per Alejandra Quereda com a capitana de l'equip i per Jesús Carballo Martínez, president de la Federació, de mans del rei Felip VI d'Espanya.
El 19 d'octubre de 2015 es va anunciar que el conjunt espanyol de gimnàstica rítmica protagonitzaria el tradicional anunci de Nadal de la marca de cava Freixenet, i que aquest seria dirigit pel cineasta Kike Maíllo. L'equip va realitzar els assajos de l'espot el 29 i el 30 d'octubre, i es va gravar entre els dies 10 i 11 de novembre en un plató de Barcelona. L'anunci, titulat Brillar, es va estrenar finalment el 25 de novembre en un esdeveniment en el Museu Marítim de Barcelona. Va ser acompanyat per l'enregistrament d'un documental promocional anomenat Mereixent un somni, on gimnastes i entrenadores expliquen el seu dia a dia en l'equip nacional. El 19 de desembre el conjunt espanyol va actuar com a tancament de la XXII Gal·la Internacional Nadalenca de Gimnàstica de Vitòria.

##### 2016: Europeu de Jolón i plata en els Jocs Olímpics de Rio
Al febrer de 2016, en la Copa del Món d'Espoo (Finlàndia), el conjunt va estrenar dos nous exercicis per a la temporada. El de 5 cintes té com a música un medley de temes amb aires brasilers: «Vidacarnaval» de Carlinhos Brown, «Bahiana/Batucada» d'Inner Sense i Richard Sliwa, i «Sambuka» d'Artem Uzunov. El de 2 cèrcols i 6 maces explica per la seva banda amb els temes flamencs «Cementiri jueu», «Soleá» i «L'aurora de Nova York», interpretats per la Companyia Rafael Amargo i Montse Cortés. Rafael Amargo també va col·laborar amb el conjunt en la coreografia de l'exercici. L'equip va obtenir el bronze en la general, l'or en cintes i la plata en el mixt. Al començament de març van aconseguir els 3 ors en joc en el Torneig Internacional de Schmiden (Alemanya). Aquest mateix mes van viatjar a la Copa del Món de Lisboa, on van obtenir el bronze en la general, el 5è lloc en 5 cintes i un altre bronze en el mixt. La setmana següent es van desplaçar a França per disputar el Grand Prix de Thiais, que celebrava el seu 30a edició. Allí van aconseguir el bronze en la general, el 4t lloc en 5 cintes i la plata en el mixt. Al maig, en la Copa del Món de Taskent, es van penjar el bronze en cintes i la plata en el mixt després d'haver obtingut el 4t lloc en la general.
Al juny es va disputar la Copa del Món de Guadalajara, la primera competició internacional oficial de gimnàstica rítmica que es va celebrar a Espanya des de la Final de la Copa del Món en Benidorm (2008). L'esdeveniment es va desenvolupar del 3 al 5 de juny en el Palau Multiusos de Guadalajara amb l'assistència d'unes 8.000 persones en les dues últimes jornades. El conjunt va aconseguir alçar-se amb la medalla d'or en la general per davant de Belarús i Ucraïna, mentre que l'últim dia es va penjar dos bronzes en les finals de cintes i del mixt. Aquest mateix mes van disputar el Campionat d'Europa de Jolón, on van obtenir el 6ª lloc en la general amb una nota acumulada de 35,333. En les finals per aparells, van aconseguir el bronze en 5 cintes amb una nota de 18,133, i la plata en el mixt amb una puntuació de 18,233. El juliol van competir en la Copa del Món de Kazán, obtenint el 6è lloc en la general i el 4t en la final de cintes. A la fi d'aquest mateix mes van disputar la Copa del Món de Bakú, última cita abans dels Jocs, on van aconseguir la 5a plaça en la general i sengles bronzes en les dues finals per aparells.
L'agost va competir amb el conjunt en els Jocs Olímpics de Rio 2016, la seva segona participació olímpica. El combinat espanyol, capitanejat per Alejandra, estava integrat a més per Sandra Aguilar, Artemi Gavezou, Elena López i Lourdes Mohedano. La competició va tenir lloc els dos últims dies dels Jocs en el pavelló Arena Olímpica de Rio. El 20 d'agost van aconseguir la 1a plaça en la qualificació amb una nota de 35,749 (17,783 en cintes i 17,966 en el mixt), aconseguint classificar-se així per a la final de l'endemà. El 21 d'agost, en la final olímpica, l'equip espanyol es va col·locar en primer lloc després de l'exercici de 5 cintes amb una nota de 17,800. En la segona rotació, la de l'exercici mixt, van obtenir una puntuació de 17,966. Finalment van acabar en segona posició després de Rússia i per davant de Bulgària, aconseguint així la medalla de plata amb una nota de 35,766. Aquesta presea va ser la primera medalla olímpica per a la gimnàstica rítmica espanyola des de l'assolida per les Nenes d'Or en Atlanta 1996.
El 22 d'agost es va anunciar que un carrer a Alacant rebrà el seu nom. El 31 d'agost l'ajuntament d'Alacant va acollir un homenatge a Alejandra amb motiu de la plata olímpica en Rio 2016. Al mateix van acudir altres figures històriques de la gimnàstica rítmica alacantina com la campiona olímpica Marta Baldó, la campiona d'Espanya Jéssica Salido, l'ex seleccionadora nacional Rosa Menor o la jutge internacional Mari Ángeles Doménech, així com representants i gimnastes dels principals clubs de la disciplina a la ciutat, com el Club Atlético Montemar, l'ECA o el seu antic club, el CEU Jesús María. Durant la recepció Quereda va signar en el Llibre d'Honor de la ciutat, i li va ser atorgada una placa commemorativa i un pergamí amb el bàndol de reconeixement. L'1 de setembre també va tenir una recepció oficial en la Diputació Provincial d'Alacant. Després de la seva participació en els Jocs, Alejandra planeja operar-se d'una lesió que portava arrossegant des de fa diversos anys, el trencament del labrum del maluc amb un edema ossi en el fèmur i amb una lesió osteocondral al voltant. El 22 d'octubre va participar al costat de la resta del Equipaso en una exhibició en l'Euskalgym de Vitòria.
El 15 de novembre de 2016, les cinc components del conjunt subcampió olímpic van rebre la Medalla de Plata de la Reial Orde del Mèrit Esportiu, atorgada pel CSD, que els havia estat concedida el 18 d'octubre. Així mateix es va premiar amb la Medalla de Bronze a la seleccionadora Anna Baranova, a la gimnasta Carolina Rodríguez i a la jutge de rítmica Ana María Valenti. L'acte de lliurament va ser presidit per Íñigo Méndez de Vigo, Ministre d'Educació, Cultura i Esport, i va tenir lloc a l'auditori del Museu Nacional Centre d'Art Reina Sofia (Madrid). Després d'anunciar-se que l'Equipasso tornaria a protagonitzar l'espot nadalenc de Freixenet, el mateix va ser presentat el 28 de novembre en una gala en el Teatre Goya de Barcelona. Va comptar amb la presentació d'Almudena Cid i la presència de l'equip. L'anunci, titulat Brillar 2016, era practicamente el mateix de l'any anterior amb excepció del final, que incloïa noves imatges de les gimnastes felicitant l'any amb la plata olímpica. Així mateix, la campanya va ser acompanyada per un documental promocional anomenat La satisfacció és per sempre, amb noves imatges i declaracions de les gimnastes sobre la seva preparació, i una recreació del podi dels Jocs de Rio.
Alejandra Quereda combinà la gimnàstica rítmica amb els seus estudis de Medicina en la Universitat Complutense de Madrid.

## Premis, reconeixements i distincions
- Finalista a Millor Esportista Promesa («Premi Antonio Cutillas») de 2009 en els Premis Esportius Provincials de la Diputació d'Alacant (2010)[100]
- Premi Passaport Olímpic 2011 dels lectors als esportistes més destacats (2012)[101]
- Esment Especial (al costat de la resta del conjunt 4t en els Jocs Olímpics) en la Gala Anual de Gimnàstica de la Federació Càntabra de Gimnàstica (2013)[102]
- Tità d'Or (al costat de la resta del conjunt campió del món a Kíev) en la XVIII Gala de l'Esport de Arganda del Rei (2013)[103]
- Premio Passaport Olímpic 2013 a l'equip més destacat (2014)[104]
- Trofeu Ajuntament d'Alacant al millor esportista alacantí absolut de 2013, atorgat per l'Associació de la Premsa Esportiva d'Alacant (2014)[105][106][107]
- Medalla d'Or de la Generalitat Valenciana al Mèrit Esportiu (2014)[108]
- Medalla del Comitè Olímpic Español (2014)[109]
- Millor Esportista Femenina de 2013 en els Premis Esportius Provincials de la Diputació d'Alacant (2014)[110][111]
- Premio As de l'esport 2014 (al costat de la resta del conjunt), atorgat pel diari As (2014)[2][112][113][114]
- Premi a la Gesta Esportiva Femenina per Equips (al costat de la resta del conjunt) en la XXX Gal·la de l'Esport Municipal d'Andújar (2014)[115][116]
- Premi Dvillena al Millor Equip Femení de 2014 en la I Edició dels Premis Planeta Olímpic (2015)[117][118]
- Guardonada (al costat de la resta del conjunt) en la XXXV Gal·la Nacional de l'Esport de l'Associació Espanyola de la Premsa Esportiva (2015)[119][120]
- Trofeu Ajuntament d'Alacant al millor esportista alacantí absolut de 2014, atorgat per l'Associació de la Premsa Esportiva d'Alacant (2015)[121][122]
- Copa Baró de Güell al millor equip espanyol, atorgada pel CSD i lliurada en els Premis Nacionals de l'Esport de 2014 (2015)[3]
- Medalla de Bronze de la Reial Orde del Mèrit Esportiu, atorgada pel Consell Superior d'Esports (2015)[4][75][123][124][125]
- Trofeu per la consecució de la medalla de bronze a Stuttgart, atorgat per l'Ajuntament de Guadalajara en el V Trofeu Maite Nadal (2015)[126]
- Millor Equip en els Premis Dona, Esport i Empresa, lliurats a l'I Congrés Ibèric Dona, Esport i Empresa (2015)[127]
- Millor Esportista Femenina de 2014 en els Premis Esportius Provincials de la Diputació d'Alacant (2015)[128][129]
- Premi Internacional per la consecució de la medalla de bronze a Stuttgart en la XXIII Nit de l'Esport de Mollet del Vallès (2016)[130]
- Distinció (al costat de la resta del conjunt) en la Gala de l'Esport de Ceuta (2016)[131][132]
- Premi Importants d'Información 2015 del mes de setembre, atorgat pel diari Información (2016)[133]
- Guardonada (al costat de la resta del conjunt) en la XXXVI Gal·la Nacional de l'Esport de l'Associació Espanyola de la Premsa Esportiva (2016)[134]
- Trofeu Ajuntament d'Alacant al millor esportista alacantí absolut de 2015, atorgat per l'Associació de la Premsa Esportiva d'Alacant (2016)[135][136]
- Medalla de Plata de la Reial Orde del Mèrit Esportiu, atorgada pel Consell Superior d'Esports (2016)[137]
- Premi Valencians per al segle xxi, atorgat pel diari Les Províncies (2016)[138]
- Millor Esportista Femenina de 2015 en els Premis Esportius Provincials de la Diputació d'Alacant (2016)[139][140]
- Trofeu a l'Esportista Internacional de 2016 (al costat de la resta del conjunt) en la Gala de Mundo Deportivo (2017)[141]

### Altres honors
- Un carrer a Alacant rebrà el seu nom segons es va anunciar el 22 d'agost de 2016.[95]
- Recepció, lliurament de placa commemorativa i pergamí amb la banda de reconeixement, i signatura en el Llibre d'Honor de l'Ajuntament d'Alacant (2016)[96]